# Nesselrode Ferenc Vilmos
Gróf Nesselrode Ferenc Vilmos, Wilhelm Franz Johann Bertrand von Nesselrode (Düsseldorf, 1652. június 26.  – Pécs, 1732. szeptember 29.) megyéspüspök.

## Életútja
Kölni kanonok, 1703 és 1729 között fehérvári prépost, 1703. április 19-től haláláig pécsi megyés püspök. Visszaszerezte a pécsi püspökségnek Baranya vármegye örökös főispánságát, amelynek jogait erélyesen védte. 1714. március 13-án egyházmegyei zsinatot tartott.